# 落洞
落洞為中國大陸湘西地區的鄉野怪談，湘西三邪（趕屍、巫蠱、落洞）之一。
所謂落洞現象在當地解釋為一種年輕女性特有的災禍，人會變得突然失神失智，幾年後死去。湘西特有的喀斯特熔岩地貌，山區崎嶇複雜並有眾多密佈的石灰岩洞，內部複雜深不可測，配合當地萬物有靈多神信仰，長期以來形成了獨特的洞穴崇拜文化，認為每一洞穴中有洞神存在，越大的洞其洞神法力越強。落洞女現象就是洞神要找老婆，但是只要靈魂不要肉體，所以將看上的女子靈魂勾走剩下失神的狀態。著名作家沈從文詳細調查描述了當地廣泛的落洞現象。

## 科學解釋
根據江西電視台的調查與解釋，落洞現象是一種當地十足的迷信歸因，將大量不了解的精神病患甚至婦女病的身體不適通通歸成被洞神吸去魂魄的落洞。
其中最大宗的「病因」其實是婚配文化對女性壓抑造成的，由於當地苗族與近似苗族風俗的他族女性都有較年輕十多歲就交往男性的風氣，文化上也並不禁止，然而到了婚配年齡時婚姻卻還是父母之命媒妁之言，而長輩通常說中的婚姻對象都是從家世背景考慮，不是女孩的初戀男友，導致當地悲戀婚姻很多，又由於當地歷史上就較為窮困，群山複雜的地形造成給人一種絕望感，男女想私奔外逃也受困交通不易，長期下來年輕女性精神憂鬱的病人多，走入山洞中自殺的例子也常有。經年累月就形成了無藥可醫的落洞迷信。